# Cugate Classics
Cugate Classics, Eigenschreibweise CUGATE auch CuGate, mit Sitz in Berlin, ist ein Label, welches sich überwiegend im Bereich der klassischen Musik betätigt.

## Geschichte
Es hat seinen Ursprung in den frühen 1990er Jahren. Nach der Glasnost-Ära produzierte der deutsche Musikproduzent Memo Rhein mit seiner Partnerin Iris Mazur eine Reihe von Aufnahmen klassischer Musik in St. Petersburg, Moskau, Nowosibirsk, Litauen und Tiflis (Georgien), um einen kulturellen Austausch zu initiieren. Der Katalog umfasst mehr als 300 Alben, die alle in hochauflösendem 24-Bit / 96-kHz-Format aufgenommen wurden. Sie waren wegweisend für neue Aufnahmestandards und wurden größtenteils durch Sony Classical veröffentlicht.
Nach der Trennung von Sony wurden die restlichen Alben durch Cugate Classics veröffentlicht und es folgten weitere Aufnahmen.
Der Katalog umfasst sowohl Mainstream- als auch selten aufgenommene Symphonie- und Kammermusik sowie Chor- und ethnische Werke, die sich nicht nur auf russische Musik beschränken, sondern auch eine Vielzahl bekannter internationaler klassischer Meisterwerke umfassen.

## Auszeichnungen
- Das Box-set Giya Kancheli - The Legacy erhielt im April 2021 den Editor’s Choice-Award des britischen Fachmagazins Gramophone[1].

## Musikschaffende (Auswahl)
- Arvo Pärt[2]
- Gija Kantscheli[3]
- Vakhtang Kakhidze
- Dudana Masmanischwili[4]
- Jansug Kakhidze
- Rodion Schtschedrin
- Camerata Romeu[5]